# José María Arellano Igea
José María Arellano Igea (Corella, Navarra, 15 de mayo de 1885-Madrid, 26 de mayo de 1963) fue un abogado y político español. Gobernador civil de las provincias de Huelva, Guipúzcoa, Vizcaya y La Coruña.

## Trayectoria
Estudió Derecho en Oviedo y Salamanca. Trabajó como becario para Juan de la Cierva y Peñafiel en Madrid . Pasó a Bilbao, donde fue profesor en el Colegio de San Antonio (1910-1913), y director del semanario Luz y Taquígrafos. A finales de febrero de 1931 fue nombrado Gobernador civil de Huelva, aunque cesó al proclamarse la Segunda República.
Antirrepublicano, defendió en los tribunales a la Junta Política de Falange Española de las JONS. Con el Golpe de Estado del 18 de julio de 1936, el 3 de octubre fue nombrado Gobernador general civil de Guipúzcoa y Vizcaya, permaneciendo en el cargo hasta el 13 de junio de 1937. Supervisó toda la purga política en las provincias vascas. Llegó a ser gobernador civil de La Coruña. Permaneció en el cargo hasta febrero de 1938, cuando fue nombrado director general de los Registros y del Notariado en Madrid y fue también Letrado Jefe del Cuerpo Técnico de la Subsecretaría del Ministerio de Justicia. En su lugar, en febrero de 1938 fue nombrado Gobernador civil de La Coruña Julio Muñoz Rodríguez de Aguilar.
En febrero de 1949 fue concejal de Corella y diputado foral por Tudela. En 1957 regresa definitivamente a Madrid.

## Obras
- Legislación del Registro Civil, 1939.
- Base legal para un pleito, 1946.
- Obligaciones, contratos y prescripción en el derecho navarro, 1946.